# Catocala gitana
Catocala gitana är en fjärilsart som beskrevs av Paul Mabille 1885. Catocala gitana ingår i släktet Catocala och familjen nattflyn. Inga underarter finns listade i Catalogue of Life.